# Francis Bacon
Francis Bacon, 1:e viscount Saint Albans, baron Verulam, född 22 januari 1561 i London, död 9 april 1626 i Highgate i London, var en engelsk filosof, advokat, vetenskapsman, statsman, författare och Englands lordkansler 1618–1621. Han var son till sir Nicholas Bacon och yngre bror till Anthony Bacon.

## Biografi
Bacon uppfostrades i Cambridge, utbildade sig ytterligare genom resor i Frankrike 1576–1579 och blev parlamentsledamot 1584. Bacon var redan i ungdomen mycket livlig.
Han misslyckades med att få sin släktings, lord Burghleys, hjälp att uppnå snabb befordran som ämbetsman. Däremot fick han tillsammans med sin bror Anthony hjälp av earlen av Essex. Han försökte också att genom upprepade politiska förslag till drottningen göra sig bemärkt av henne.
Under 1590-talet verkade han nära Essex och hoppades få se sina egna politiska reformplaner genomförda genom dennes inflytande hos drottningen. Essex enträgna rekommendationer förmådde inte skaffa honom något av de eftersträvade höga ämbetena. När Essex deltagit i upproriska ansatser verkade Bacon som åklagare mot denne drottningens fallne gunstling, vilket starkt bidrog till att Essex 1601 fick ett mycket hårt straff. Många har tolkat detta som tecken på en anmärkningsvärd brist på moralisk känsla.
Vid Jakob I:s kröning år 1603 blev Bacon adlad, men han lyckades inte under den tidigare delen av Jakobs regering vinna dennes förtroende, även om han 1607 blev vice justitiekansler (solicitor-general) och därmed uppnådde en oberoende ställning. Sedan hans släkting och motståndare lord Salisbury avlidit, 1612, gick Bacons befordran snabbare. År 1613 blev han justitiekansler (attorney-general), 1616 medlem av riksrådet, (privy council), 1617 storsigillbevarare (lord keeper), 1618 lordkansler och upphöjd till peer som baron Verulam, 1621 viscount S:t Albans. Bacon ansåg att enda möjligheten till försoning mellan kungen och parlamentet var att kungen slog in på en framsynt, nationell politik. Han uppgjorde också en djärv försoningsplan, men framlade den endast delvis och vann inte heller fullt förtroende hos någondera sidan. Bacons misstro mot valda politiska församlingars herravälde och hans vana att underordna sig de maktägande gjorde att han kunde användas som ett verktyg för Jakobs och dennes gunstling Buckinghams politik, på vilken han aldrig fick något större inflytande.
Vid parlamentets sammanträde 1621 föll han offer för den allmänna oviljan mot den i ämbetsmannakretsar rådande korruptionen. Bacon hade, som flertalet domare på den tiden, mottagit gåvor av parterna. Han anklagades för att ha låtit muta sig, och det blev klarlagt att han i några fall erhållit gåvor av rättssökande innan deras mål var avgjorda. Det kunde dock inte påvisas att hans domslut påverkats av detta. Bacon insjuknade under rättegången, avstod från att försvara sig och erkände sig skyldig till "försummelse och korruption". Han dömdes att mista sina ämbeten och erlägga höga böter och levde tillbakadraget, sysselsatt med filosofiskt och historiskt författarskap och naturvetenskapliga studier.
Vid ett experiment ådrog han sig en häftig förkylning som kostade honom livet den 9 april 1626. Han är begravd i St. Michels Church i St Albans i Hertfordshire i England.

## Verk

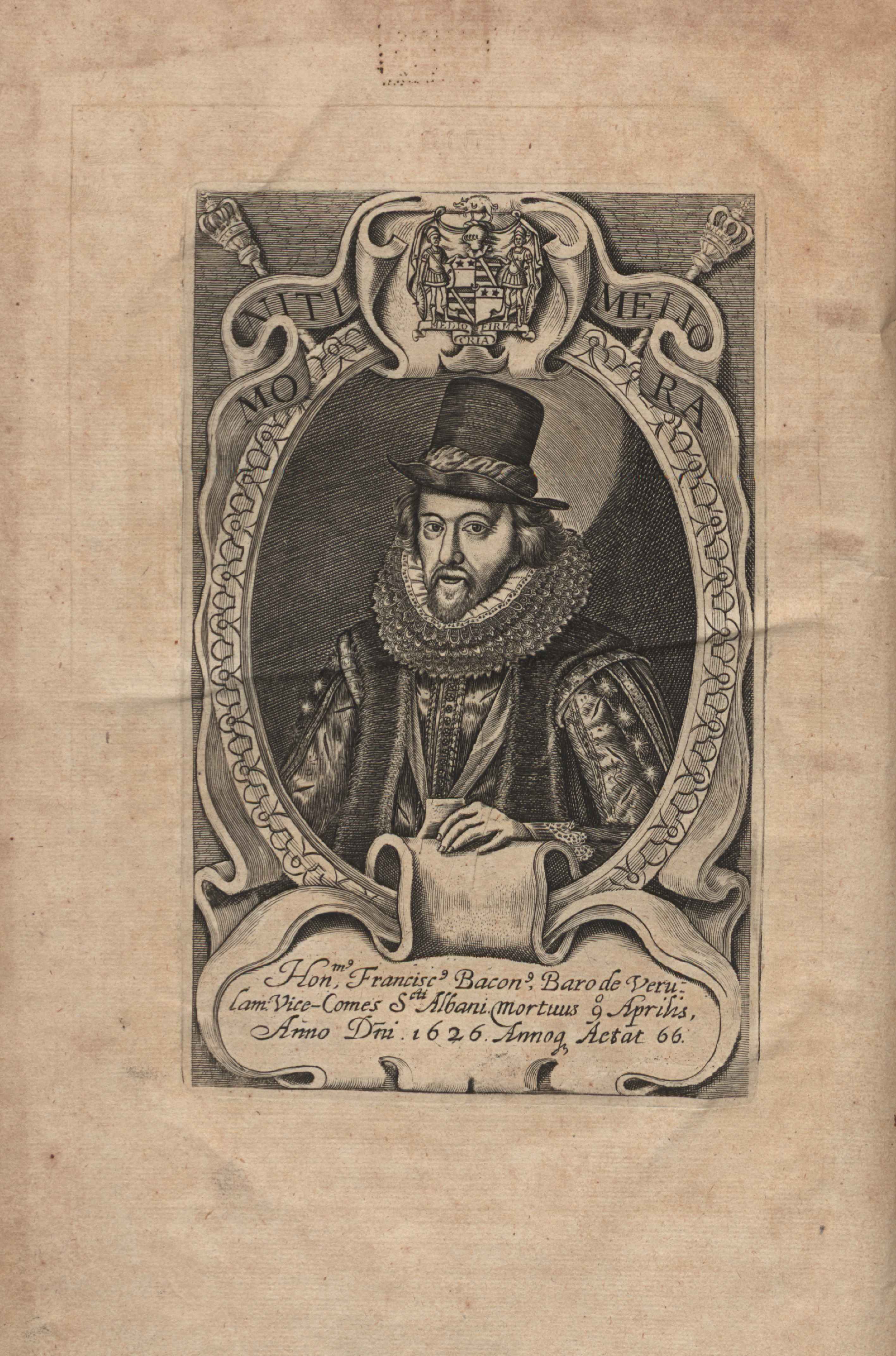
Bacon, Sylva sylvarum.

Bacon är en av upphovsmännen till den moderna filosofin. Han bryter med medeltidens dogmatism och kräver att filosofin grundas på erfarenheten genom en vetenskaplig induktion. Vetenskapens uppgift ser han framförallt som att behärska naturen genom att lära känna dess lagar och enligt dessa ingripa i naturförloppen. "Vetande är makt", och "naturen behärskas genom att man lyder den". Därför måste forskaren göra sig av med vissa fördomar, "idolerna".
Bacon urskiljer fyra: 
1. Idola tribus, släktets idol, benägenheten att se naturen som analog med människan (antropomorfism)
2. Idola specus, hålans idol (med hänsyftning till Platons liknelse i "Staten" VII), de fördomar som kommer från individens anlag, vanor, uppfostran och liknande
3. Idola fori, torgets idol, de fördomar som kommer från den mänskliga samvaron, särskilt genom språkets makt över tanken
4. Idola theatri, den filosofiska traditionens villfarelse.

Bacon kräver att vetenskapen använder fullständig induktion, ställer riktiga frågor till naturen och i utredningen av hur detta ska gå till ger Bacon uppslag som sedan utvecklats i Mills fyra induktiva metoder.
Trots dessa goda uppslag står Bacon i många avseenden kvar på sin tids ståndpunkt. Som medeltidens realister ser han naturens "ursprungskälla" i tingens "former", hypostaseringar av deras begreppsmässigt fattade väsen. Och han förstår inte den betydelse matematiken har för den moderna naturvetenskapen, sådan denna redan på hans tid var grundlagd av Galilei och andra. Han föraktar skolastikens syllogistiska spetsfundigheter och förstår därför inte att deduktionen är oumbärlig också i metoder som baseras på induktion. 
I frågan om förhållandet mellan tro och vetande intar Bacon på samma position som de sista medeltidstänkarna: religionen är trons sak, inte det filosofiska vetandets. De har alltså helt skilda tillämpningsområden. I läran om Gud kan filosofin inte komma längre än till att vederlägga ateismen. På det engelska tänkandet har Bacon utövat ett starkt och varaktigt inflytande genom sin empirism, men det vore en överdrift att se honom som den moderna filosofins grundläggare.
Bacons filosofiska huvudarbeten är Novum organon scientiarum (1620), en ny logik istället för Aristoteles Organon och De dignitate et augmentis scientiarum (1623), en sorts vetenskaplig encyklopedi med flera träffande anmärkningar om luckorna i vetenskapernas system. Dessa skrifter var avsedda att bilda delar av ett stort verk som han inte hann fullborda, Instauratio magna. Förarbetena till en tredje del utgavs efter hans död under titeln Sylva sylvarum.
Bland Bacons många övriga arbeten märks Essays, av vilka de första utkom 1597 och den slutliga, betydligt tillökade upplagan 1625, vidare New Atlantis (skriven 1614–1618) och Life of Henry VII (1622).

## Svenska översättningar
- Lord Verulams Vprichtiga utlåtelser, angående sedor, regering och hushåll: eller Kärnan af alt (översättning Nils Hufwedsson Dal, Stockholm, 1726-1727)
- Lord Verulams Påminnelser, wid förefallande måhl, i anledning af utsökta wisza kärnspråk, utur konung Salomos böcker (översättning Nils Hufwedsson Dal, Stockholm, 1729)
- Riddarens Francis Bacons Betraktelser. 1: Om spådomar. 2. Om all tings förwandling. 3. Huru en må tiltaga i thet goda (översättning Nils Hufwedsson Dal, Stockholm, 1736)
- Försök uti moraliska, politiska och ekonomiska ämnen (översättning Carl David Skogman, Stockholm, 1821)
- Essäer (översättning med inledning av Richard Hejll, Björck & Börjesson, 1924)
- Det nya Atlantis (New Atlantis) (översättning Olof Hägerstrand, Carmina, 1979)
- Novum Organum (Novum organum scientiarum) (översättning Pär Svensson, Fri Tanke, 2021)

## Utmärkelser
Asteroiden 2940 Bacon är uppkallad efter honom.